# Jerzy Skrzypek
Jerzy Skrzypek (ur. 26 marca 1952, zm. 1981 w Katowicach) – polski niepełnosprawny lekkoatleta, czterokrotny medalista paraolimpijski.

## Życiorys
Jako dziecko zachorował na polio, w wyniku którego doznał porażenia kończyn dolnych. Absolwent Technikum Elektromechanicznego. Lekkoatletykę zaczął uprawiać jako szesnastolatek. Był zawodnikiem Startu Katowice. 
Dwukrotnie brał udział w igrzyskach paraolimpijskich (1972, 1980), startując w kategorii numer 5. Podczas zawodów w Heidelbergu wystąpił w pięciu konkurencjach. Najwyższe miejsca osiągnął w konkurencjach technicznych – zajął 5. miejsce w rzucie dyskiem, 4. miejsce w rzucie oszczepem i 3. miejsce w pchnięciu kulą. Na igrzyskach w Arnhem wziął udział w czterech konkurencjach, zdobywając trzy srebrne medale (pchnięcie kulą, rzut dyskiem, rzut oszczepem) – w każdej z nich został pokonany przez Raymonda Clarka ze Szwecji.
Zginął pod koniec 1981 roku w Katowicach. Miał żonę i dwoje dzieci.

## Igrzyska paraolimpijskie
| Rok  | Miejscowość | Konkurencja      | Wynik   | Pozycja     | Źródło |
| ---- | ----------- | ---------------- | ------- | ----------- | ------ |
| 1972 | Heidelberg  | Bieg na 100 m 5  | 29,10   | 37. miejsce | [ 4 ]  |
| 1972 | Heidelberg  | Pchnięcie kulą 5 | 9,80 m  | 3. miejsce  | [ 5 ]  |
| 1972 | Heidelberg  | Rzut dyskiem 5   | 31,33 m | 5. miejsce  | [ 6 ]  |
| 1972 | Heidelberg  | Rzut oszczepem 5 | 26,87 m | 4. miejsce  | [ 7 ]  |
| 1972 | Heidelberg  | Slalom 5         | 1:11,30 | 30. miejsce | [ 8 ]  |
| 1980 | Arnhem      | Bieg na 100 m 5  | 22,04   | eliminacje  | [ 9 ]  |
| 1980 | Arnhem      | Pchnięcie kulą 5 | 10,90 m | 2. miejsce  | [ 10 ] |
| 1980 | Arnhem      | Rzut dyskiem 5   | 35,34 m | 2. miejsce  | [ 11 ] |
| 1980 | Arnhem      | Rzut oszczepem 5 | 30,14 m | 2. miejsce  | [ 12 ] |